# Aquila bullockensis
Aquila bullockensis es una especie extinta de águila perteneciente a la familia Accipitridae. A. bullockensis está emparentada con la especie actual A. audax (águila audaz) de la cual podría ser su ancestro. Esta especie se conoce solo a partir del extremo distal de un húmero derecho encontrado en depósitos del Mioceno Medio (hace unos 12 millones de años), de Bullock Creek en Australia. A. bullockensis es el registro más antiguo confirmado del género Aquila en Australia, y posiblemente en el mundo.

## Historia y clasificación
La especie es conocida de un único espécimen, el holotipo número QVM:2000:GFV:154, un extremo distal de un húmero, conservado en las colecciones alojadas por el Queen Victoria Museum and Art Gallery en Launceston, Tasmania. El espécimen fue recolectado en los afloramientos de Bullock Creek en los Lechos Fósiles de Camfield, localizados 550 kilómetros al sursureste de Darwin, Northern Territory, Australia. El hueso fue inicialmente estudiado por un par de investigadores de la Universidad de Monash en Melbourne bajo la tutela de Priscilla Gaff como parte de su tesis de maestría. Gaff y Walter E. Boles publicaron su descripción del holotipo en 2010 en la publicación Records of the Australian Museum. El nombre de la especie,  "bullockensis" fue escogido por los autores en reconocimiento de la localidad en que fue descubierta, añadiendo el sufijo latino ensis que significa "perteneciente a".

## Descripción
Dentro de las posibles familias de aves a las que podría pertenecer el holotipo, se distingue de los buitres del Viejo Mundo (Aegypiinae) y los abejeros (Gypaetinae) por tener una fossa m. brachialis más somera, un processus flexorius más bulboso y un condylus dorsalis más ancho. Estos rasgos también distinguen al fósil de las águilas pescadoras. Dentro de la familia Accipitridae el hueso se asemeja a los géneros Hieraaetus y Aquila. Los dos géneros son muy similares en morfología, y su separación es muy dificultosa; podrían ser unidos en el futuro. No obstante, el hueso se parece sobre todo a las especies modernas Aquila audax, Aquila chrysaetos y Aquila fasciata aunque es lo suficientemente distinto como para ser considerado una especie distinta. En el fósil el tuberculum supracondylare ventrale es aplanado a diferencia de las especies modernas.
El húmero mide 27.7 milímetros de ancho en el extremo, mientras que el eje del hueso está roto más allá de la fossa m. brachialis pero existe suficiente material como para mostrar que el eje sería curvado. A. bullockensis es pequeño comparado con A. audax, A. chrysaetos y es mayor que A. fasciata. Aunque muchos miembros del género Aquila exhiben dimorfismo sexual, el tamaño del húmero no es un rasgo que forme parte de este.
Aquila bullockensis es uno de los miembros más antiguos del género. Dos especies fósiles, A. delphinensis y A. pennatoides que provienen de depósitos de Grive-Saint-Alban, en Francia, fueron descritas por Claude Gaillard en 1938 y también datan del Mioceno Medio al Superior. En los depósitos de Bullock Creek se han hallado otros varios huesos de Accipitridae que pueden pertenecer a A. bullockensis, pero ninguno ha sido estudiado en detalle hasta la fecha.